# Black Moon
Black Moon is een Franse-Duitse dramafilm uit 1975 onder regie van Louis Malle.

## Verhaal
Lily is getuige van een oorlog tussen mannen en vrouwen en vlucht de bossen in. Ze wordt door een eenhoorn naar een afgelegen huis gebracht. Daar zorgt een tweeling voor weeskinderen en dieren en praat een oude vrouw met ratten vanaf haar ziekbed. Lily zal de plek van de oude vrouw innemen.

## Rolverdeling
| Acteur            | Personage  |
| ----------------- | ---------- |
| Cathryn Harrison  | Lily       |
| Therese Giehse    | Oude vrouw |
| Alexandra Stewart | Zus Lily   |
| Joe Dallesandro   | Broer Lily |